# Krzysztof Halicki
Krzysztof Halicki (ur. 1 stycznia 1977 w Bydgoszczy, zm. 11 sierpnia 2023) – polski historyk i archiwista. Doktor nauk humanistycznych w zakresie historii.

## Życiorys
Ukończył studia na Uniwersytecie Mikołaja Kopernika w Toruniu. Stopień doktora nauk humanistycznych w zakresie historii uzyskał w 2008 roku na Uniwersytecie Mikołaja Kopernika, na podstawie rozprawy Policja polityczna w województwie pomorskim w latach 1920–1939. Od 2004 do 2021 r. pracownik Archiwum Państwowego w Bydgoszczy w Oddziale Informacji i Udostępnienia Materiałów Archiwalnych.
Przedmiotem jego zainteresowań naukowych są dzieje Policji Państwowej w II Rzeczypospolitej, wywiad i kontrwywiad wojskowy w II Rzeczypospolitej, historia Pomorza Gdańskiego, historia regionalna Pomorza i Kujaw, a także historia dawnej kuchni i kulinariów na przestrzeni wieków. Odbył liczne wizyty naukowe w kraju i zagranicą m.in. Londyn, Berlin, Bratysława, Lwów, Praga, Wiedeń, Wilno, Moskwa,.
Stypendysta Komitetu Badań Naukowych w Warszawie, Fundacji Polonia Aid Foundation Trust w Londynie (2007 r., 2012 r.), Fundacji z Brzezia Lanckorońskich (do Londynu), a także stypendysta Prezydenta Bydgoszczy Rafała Bruskiego dla osób zajmujących się twórczością artystyczną i upoważnianiem kultury (2018 r., 2022 r.).

## Autor książek
- Szkice z dziejów Świecia nad Wisłą i powiatu w dwudziestoleciu międzywojennym, Toruń 2012.
- Dzieje Policji w Gniewie i regionie w latach 1920–2013, Bydgoszcz 2014.
- Policja Polityczna w województwie pomorskim w latach 1920–1939, Łódź 2015.
- Samorząd powiatowy w powiecie tczewskim w latach 1920–1939, Tczew 2016.
- Dzieje Gminy Tczew od czasów najdawniejszych do 1989 roku, Tczew 2016.
- Za drutami obozów sowieckich. Wspomnienia (opracował, wprowadzenie i przypisy sporządził Krzysztof Halicki), Łódź 2016.
- Nowe. Dzieje starego miasta, pod red. K. Halickiego i Z. Lorkowskiego, Nowe-Gdynia 2016.
- Sekrety Bydgoszczy, Łódź 2017.
- Powiat tczewski w latach 1945–1989. Zarys dziejów społeczno-politycznych, Tczew 2017.
- Gmina Pruszcz we wrześniu 1939 r. Zbrodnie niemieckie w Gminie Pruszcz w 1939 roku, Pruszcz 2018.
- Od upadku do świetności. Dzieje zamku w Gniewie od pożaru w 1921 roku do czasów współczesnych, Gdynia 2019.
- Sekrety Torunia, Łódź 2019.

Jest autorem ponad pięćdziesięciu artykułów naukowych dotyczących dziejów Policji Państwowej w II RP, Kryminalistyki i Kryminologii w II Rzeczypospolitej oraz historii regionalnej Pomorza Nadwiślańskiego.
Miłośnik gór. Ukończył kurs wspinaczki skalnej. Członek Klubu Wysokogórskiego w Toruniu.

## Książki
- Jan Bober, Za drutami obozów sowieckich. Wspomnienia. Opracował, wprowadzenie i przypisy sporządził Krzysztof Halicki, Łódź 2016, s. 272.. Krzysztof Halicki - Academia.edu. [dostęp 2016-12-02].
- Krzysztof Halicki: Samorząd powiatowy w powiecie tczewskim w latach 1920–1939, Tczew 2016, s. 189.. Krzysztof Halicki - Academia.edu. [dostęp 2016-12-02].
- Krzysztof Halicki: Policja Polityczna w województwie pomorskim w latach 1920–1939, Łódź 2015, s. 488.. Księży Młyn Dom Wydawniczy Michał Koliński and Krzysztof Halicki - Academia.edu. [dostęp 2016-12-02].
- Krzysztof Halicki: Dzieje Policji w Gniewie i regionie w latach 1920–2013, Bydgoszcz 2014, s. 354.. Krzysztof Halicki - Academia.edu. [dostęp 2016-12-02].
- Krzysztof Halicki: Szkice z dziejów Świecia nad Wisłą i powiatu w dwudziestoleciu międzywojennym, Toruń 2012, s. 212.. Krzysztof Halicki - Academia.edu. [dostęp 2016-12-02].